# 早乙女美紀
早乙女 美紀（さおとめ みき、1973年3月15日 - ）は、日本の元AV女優。
出身地:東京都。血液型:A型。身長:163cm。スリーサイズ:B83・W59・H86。

## 略歴
1992年にデビューした、1990年代前半に活躍した人気AV女優の一人である。
1993年に引退。

## 人物
初キスは高校1年生の時。初体験は高校2年生の時で相手は高校の先輩だった。デビューまでの経験人数は5人だった。

## 出演作品

### アダルトビデオ
1992年
- もっと素敵にHして（1992年6月13日、ティファニー）　※デビュー作
- 白衣のシンデレラ魔性の快楽..（1992年7月11日、ティファニー）
- 美紀のかまきりFUCK..男喰い （1992年8月12日、ティファニー）
- 若妻美紀の変態遊戯アブノーマルSEXのすすめ（1992年9月15日、ティファニー）
- 悪魔のように犯されて〜もうお嬢様とよばないで〜 （1992年11月24日、ティファニー）

1993年
- ナース・ステーション 花の女子寮! ピチピチ物語（1993年1月10日、エイトマン）共演 伊藤真紀、浅倉舞、立野しのぶ、桐島ももこ、綾瀬ひとみ、田島さとみ
- いけいけナイチンガール ナース天国 病院で抜こう!（1993年1月10日、エイトマン）共演 伊藤真紀、浅倉舞、立野しのぶ、高倉みなみ、沢口梨々子、斉藤あかね
- とろける快感奥までチューして! （1993年1月19日、ティファニー）
- 激しい愛ランド もも色サンゴにくちづけを（1993年2月10日、エイトマン）共演 浅倉舞
- 腰ふり娘のエクスタシー..しなやかにイカせて!（1993年2月28日、Tiffany）
- 官能的美肉倶楽部2　気分はもう絶頂..（1993年3月31日、ミス・クリスティーヌ）
- 舐めっこしましょ （1993年4月9日、アリスJAPAN）
- 欲望の微笑（1993年4月21日、シャイ企画）
- 新任女教師　甘い放課後 Lesson2 （1993年5月13日、HRC）
- 監禁ボディドール（1993年5月29日、マックス・エー）
- 痴漢ムチムチ桃尻電車 （1993年5月、マドンナ社）共演 上杉愛奈、小沼薫
- 監禁病棟第2章 （1993年6月12日シャイ企画）
- 後ろからお仕置き （1993年7月2日、アリスJAPAN） ※引退作

他

## 書籍

### 写真集
- 引き裂かれたアンダースコート（1993年、マドンナ社）　撮影：坂巻良亮

### 雑誌
- オレンジ通信 1992年09月号（表紙）